# Степанецьке
Степанецьке — селище в Україні, у Черкаському районі Черкаської області, підпорядковане Степанецькій сільській громаді. Розташоване на південний захід від міста Канева, за 7 км від центру громади — села Степанці. Населення 381 чоловік (на 2001 рік).

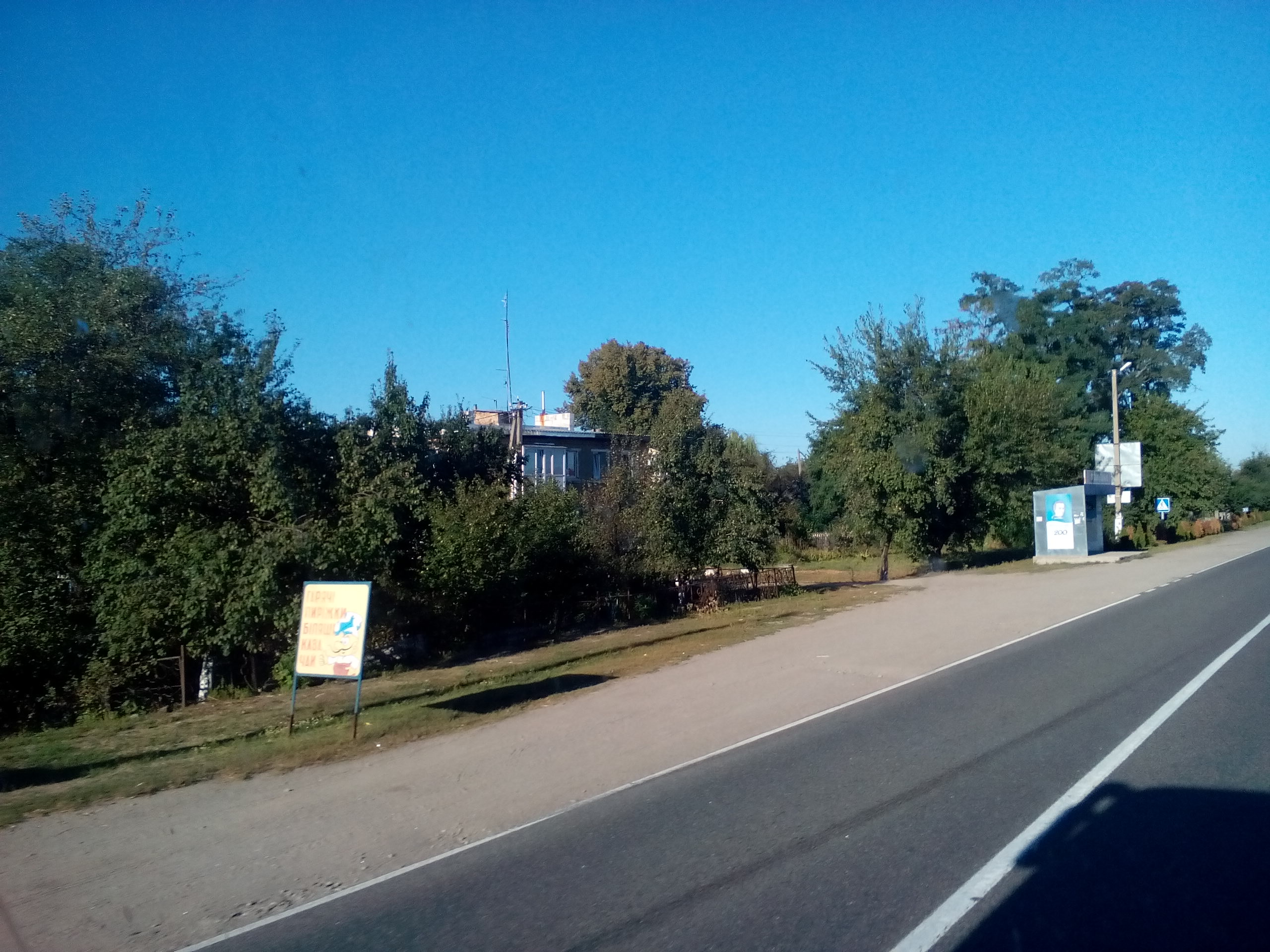
Двоповерхові будинки
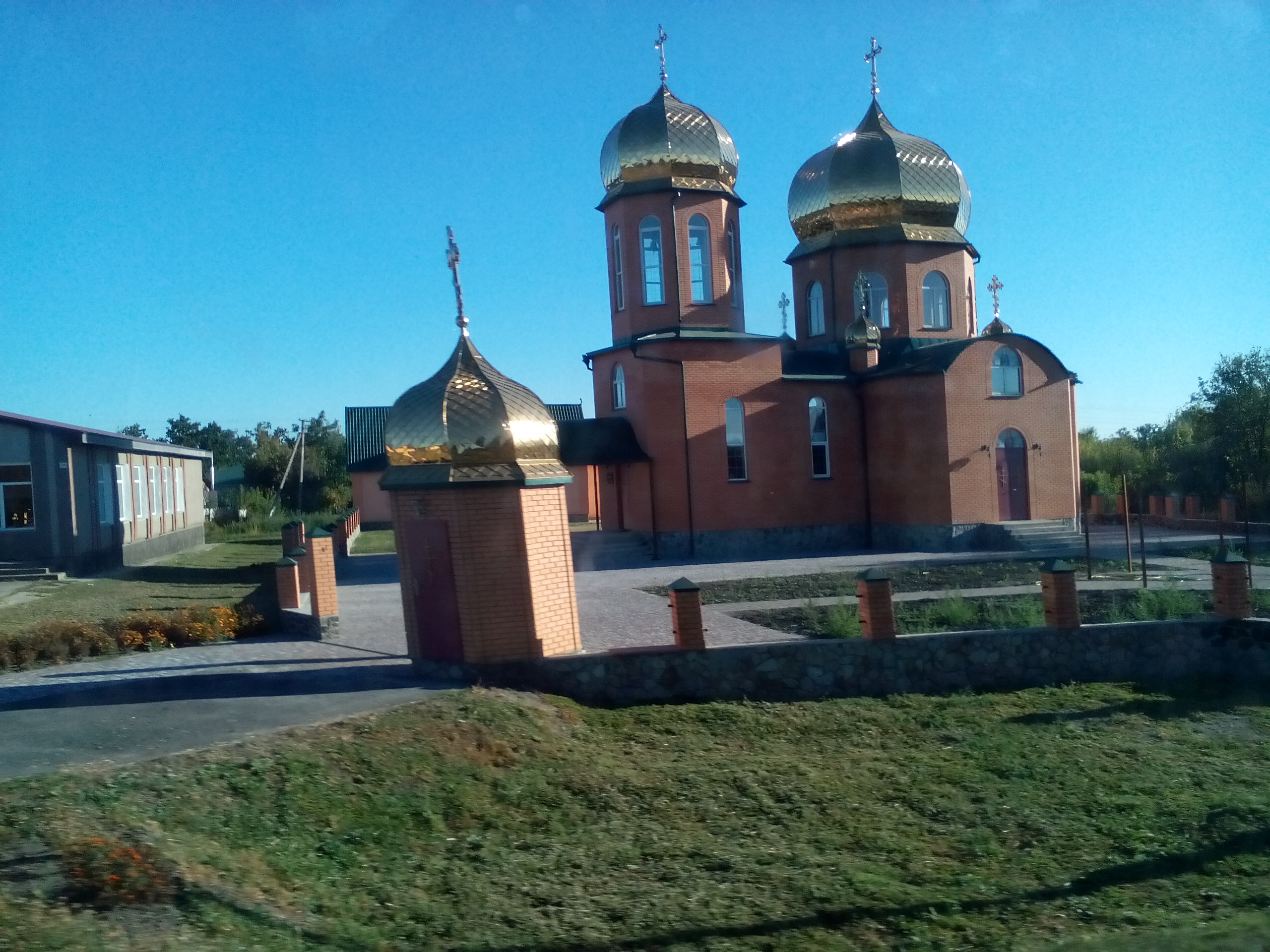
Сільська церква

## Населення

### Мова
Розподіл населення за рідною мовою за даними перепису 2001 року:
| Мова       | Відсоток |
| ---------- | -------- |
| українська | 97,9%    |
| російська  | 2,1%     |